# توماس فابري
توماس فابري (بالإيطالية: Thomas Fabbri)‏ هو لاعب كرة قدم إيطالي، ولد في 21 يونيو 1991. لعب مع نادي بارما ونادي تشيزينا.